# Alexandre Ovtchinnikov
Pour les articles homonymes, voir Ovtchinnikov.
Alexandre Ovtchinnikov (Александр Иванович Овчинников) est un artiste peintre russe né en 1929 à Bahlaka, dans le district de Novosergiyevsky (oblast d'Orenbourg), installé à Orenbourg où il est mort le 11 juin 2016.

## Biographie

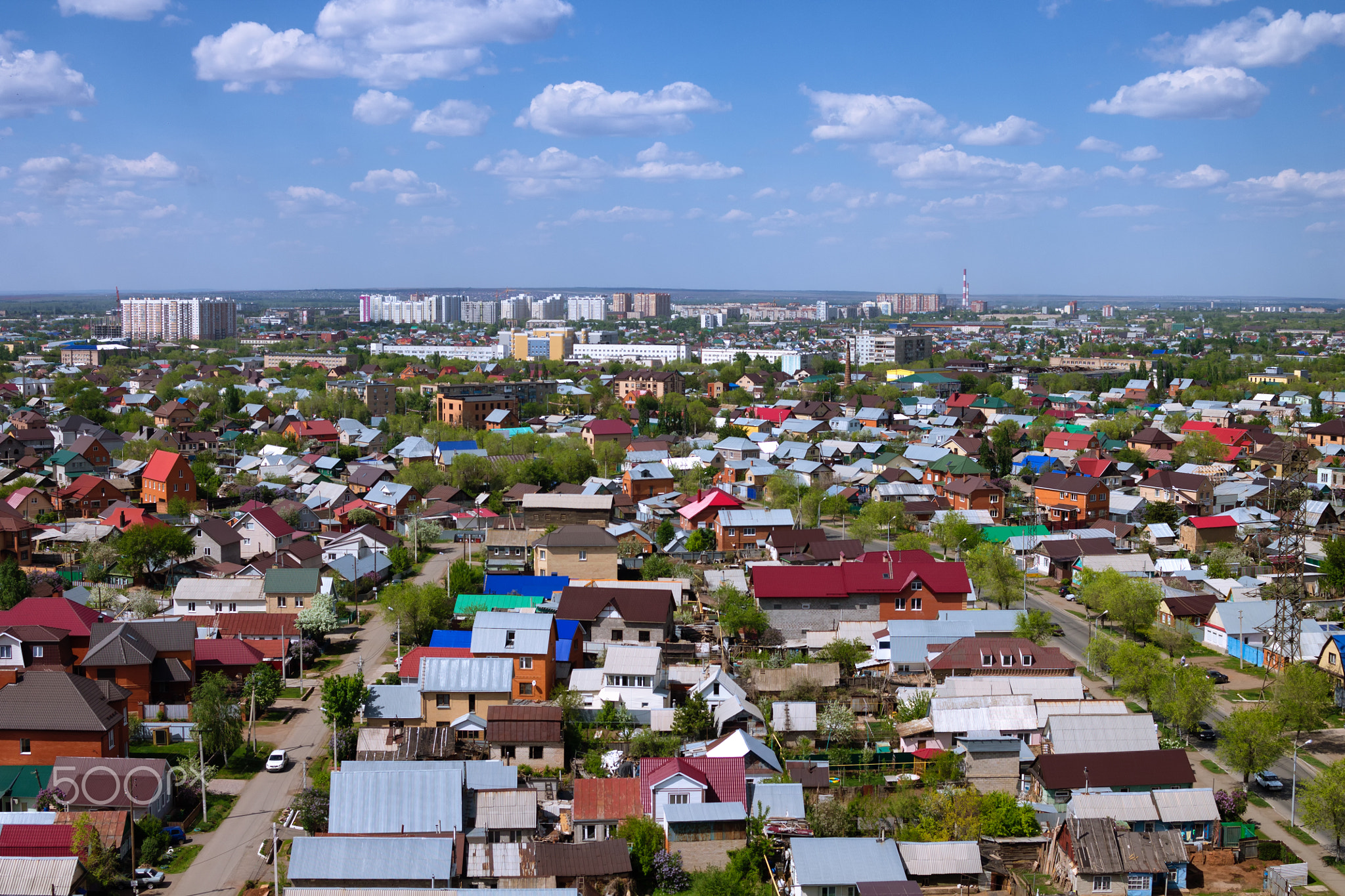
Orenbourg

Né l'un des onze enfants d'une modeste famille de paysans du district de Novosergiyevsky (en), Alexandre Ovtchinnikov se souviendra d'une enfance marquée par la grande famine des années 1930, puis de la Seconde Guerre mondiale où le jeune adolescent, s'il est attiré par la peinture en autodidacte (l'un de ses frères aînés, emporté par le conflit, est un dessinateur talentueux), est affecté dans une coopérative à piloter un tracteur, de jour comme de nuit et au-delà de l'épuisement, afin de compenser la main-d'œuvre mobilisée sur le front. 
C'est à Nesterovka dans l'oblast de Iaroslavl, où il se trouve en 1946, que les dispositions d'Alexandre Ovtchinnikov pour la peinture sont remarquées d'un artiste d'Orenbourg de passage du nom de Kudashov qui lui offre aussitôt de s'installer à Orenbourg, dans un premier temps en le logeant dans son atelier. Le jeune homme conforte son initiation en baignant de la sorte dans les monde des artistes, étant le modèle d'un sculpteur de nom de Petin et ne tardant pas à concevoir des décors de théâtre. 
La vie d'artiste d'Alexandre Ovtchinnikov commence réellement en 1947 avec une première participation de sept toiles dont certaines font l'objet d'acquisitions lors d'une exposition au musée des Beaux-Arts d'Orenbourg. Il est élu membre de l'Union des peintres de l'U.R.S.S. en 1970.
Alexandre Ovtchinnikov a brossé des portraits de personnalités littéraires et politiques qu'il a côtoyées. Pour Albina Calvin cependant, c'est bien la peinture de paysages qui apparaît comme le genre dominant chez le collectif d'artistes d'Orenbourg et il en demeure l'un des représentants les plus notables de son temps.

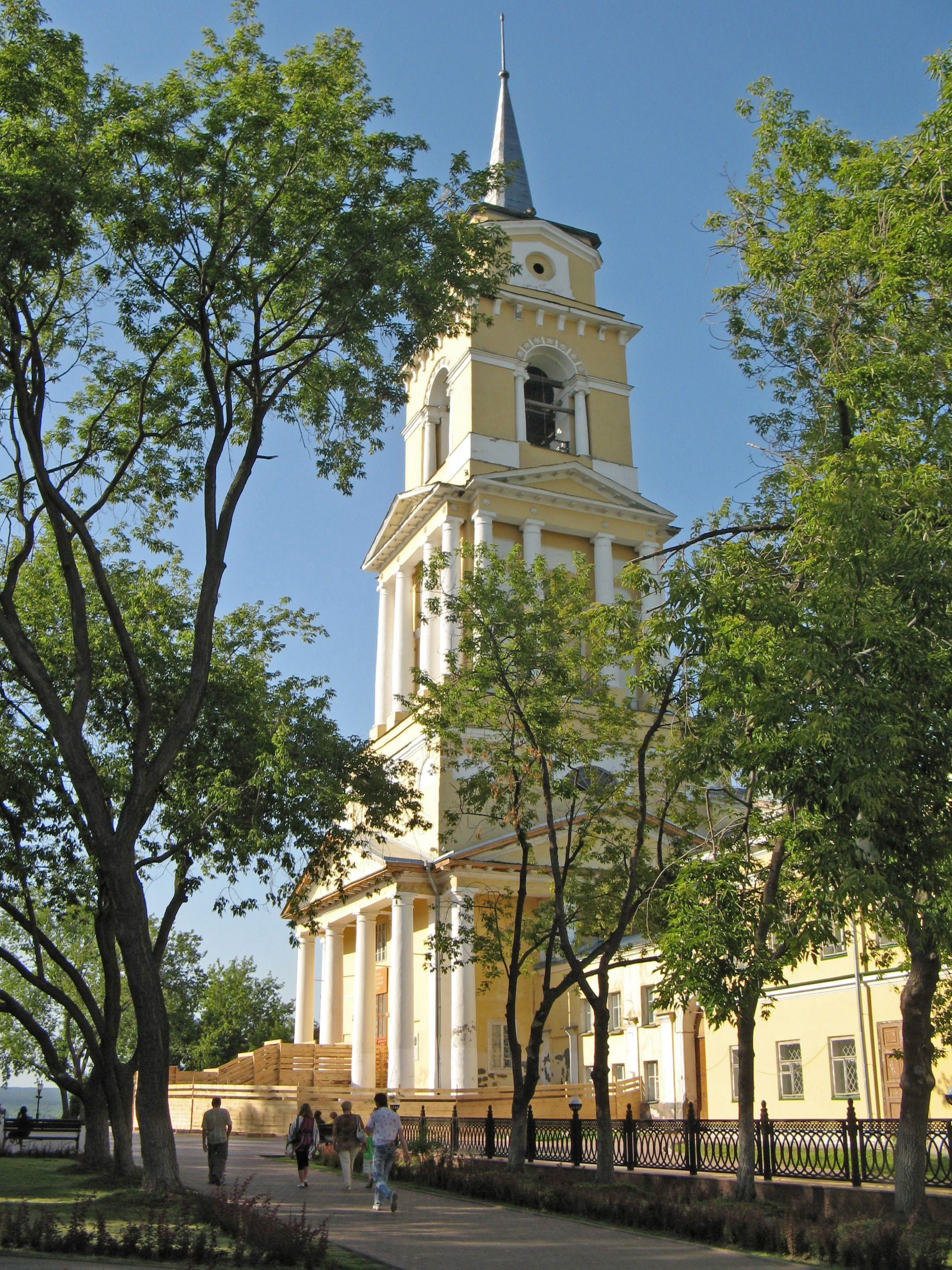
Galerie nationale d'Art, Perm

## Expositions collectives

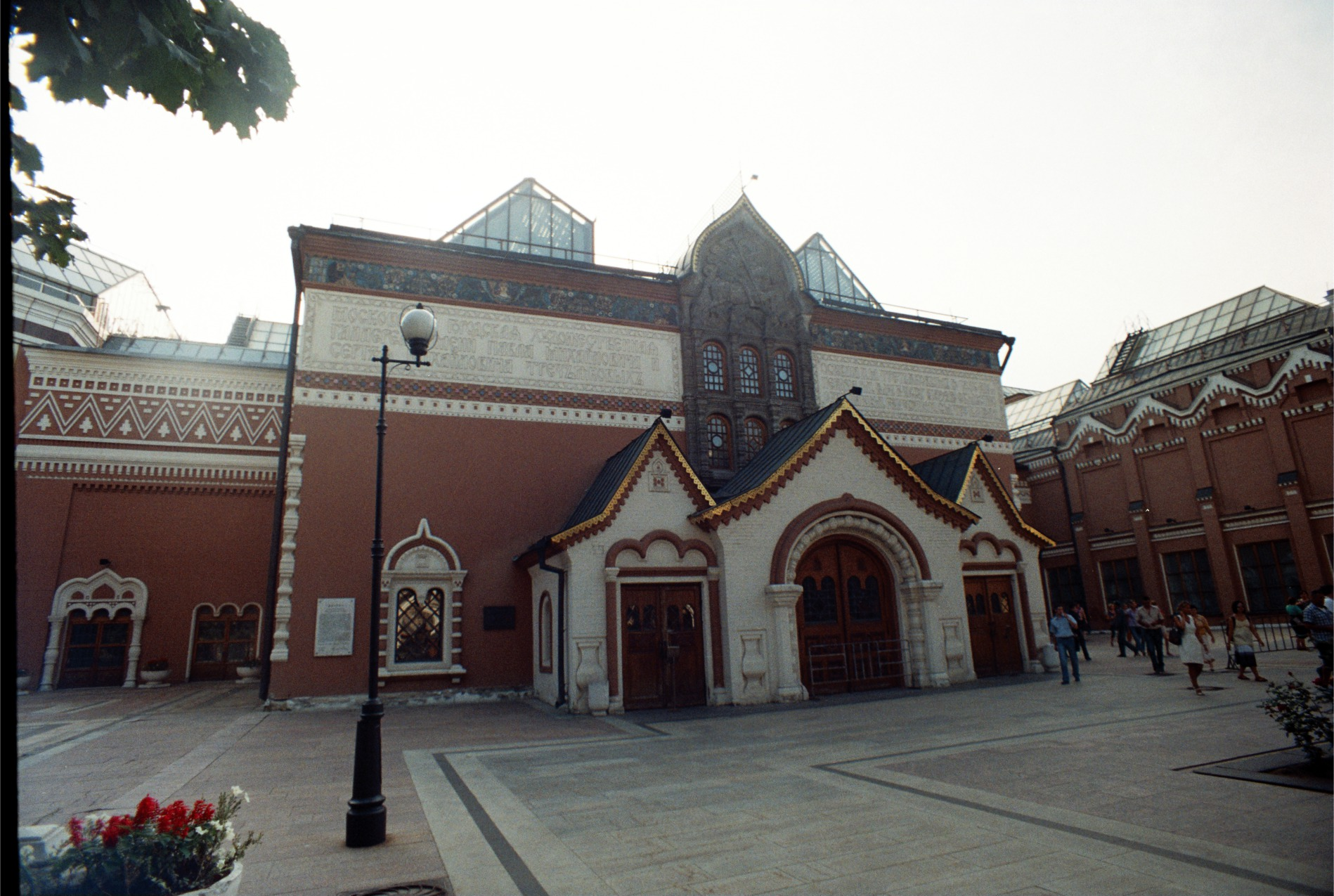
Galerie Tretiakov, Moscou

- Musée des Beaux-Arts d'Orenbourg, nombreuses expositions à partir de 1947.
- Oural socialiste, Galerie nationale d'Art de Perm, 1967[4].
- Artistes de l'Oural, de Russie et de l'Extrême-Est, Moscou, 1971.
- Exposition d'art soviétique, Ministère des affaires étrangères d'U.R.S.S., Moscou, 1971.
- Artistes de Russie, exposition itinérante, villes sur la Volga, 1980[4].
- Joël Millon et Claude Robert, Les peintres de l'Oural - L'art clandestin, Hôtel Drouot, 30 mars 1992.
- L'Inde à travers les yeux des artistes russes, Galerie Tretiakov, Moscou, 1998[4].
- Exposition des 200 ans de la naissance d'Alexandre Pouchkine, musée des Beaux-Arts Pouchkine, Moscou, 1999[4].

## Réception critique
- « La tradition soviétique du réalisme de facture impressionniste… » - Gérald Schurr[5]
- « Il s'attache à rendre l'atmosphère d'un paysage, la fraîcheur d'une sensation par touches dynamiques colorées. » - Dictionnaire Bénézit[2]

## Collections publiques

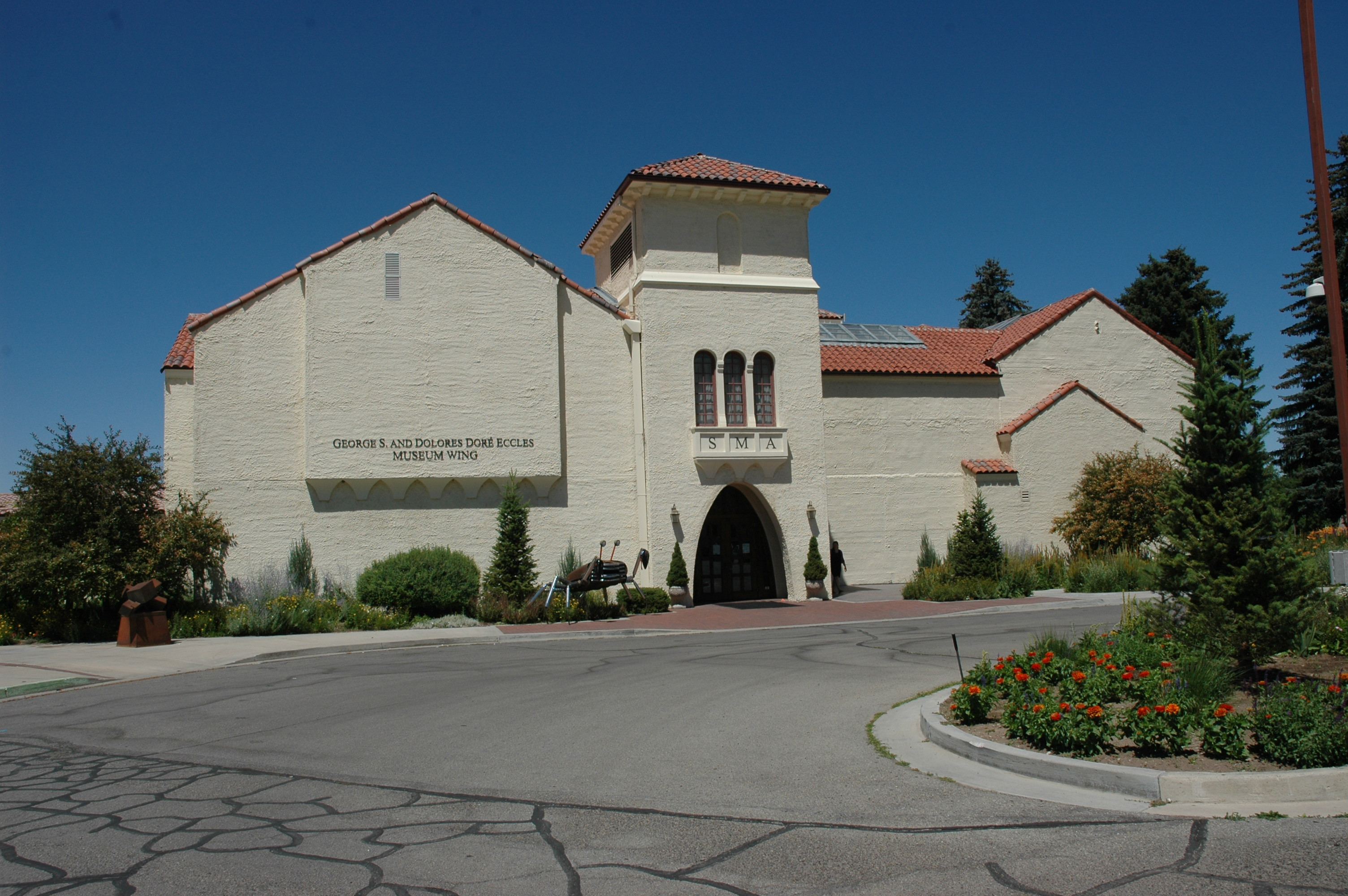
Springville Museum of Art

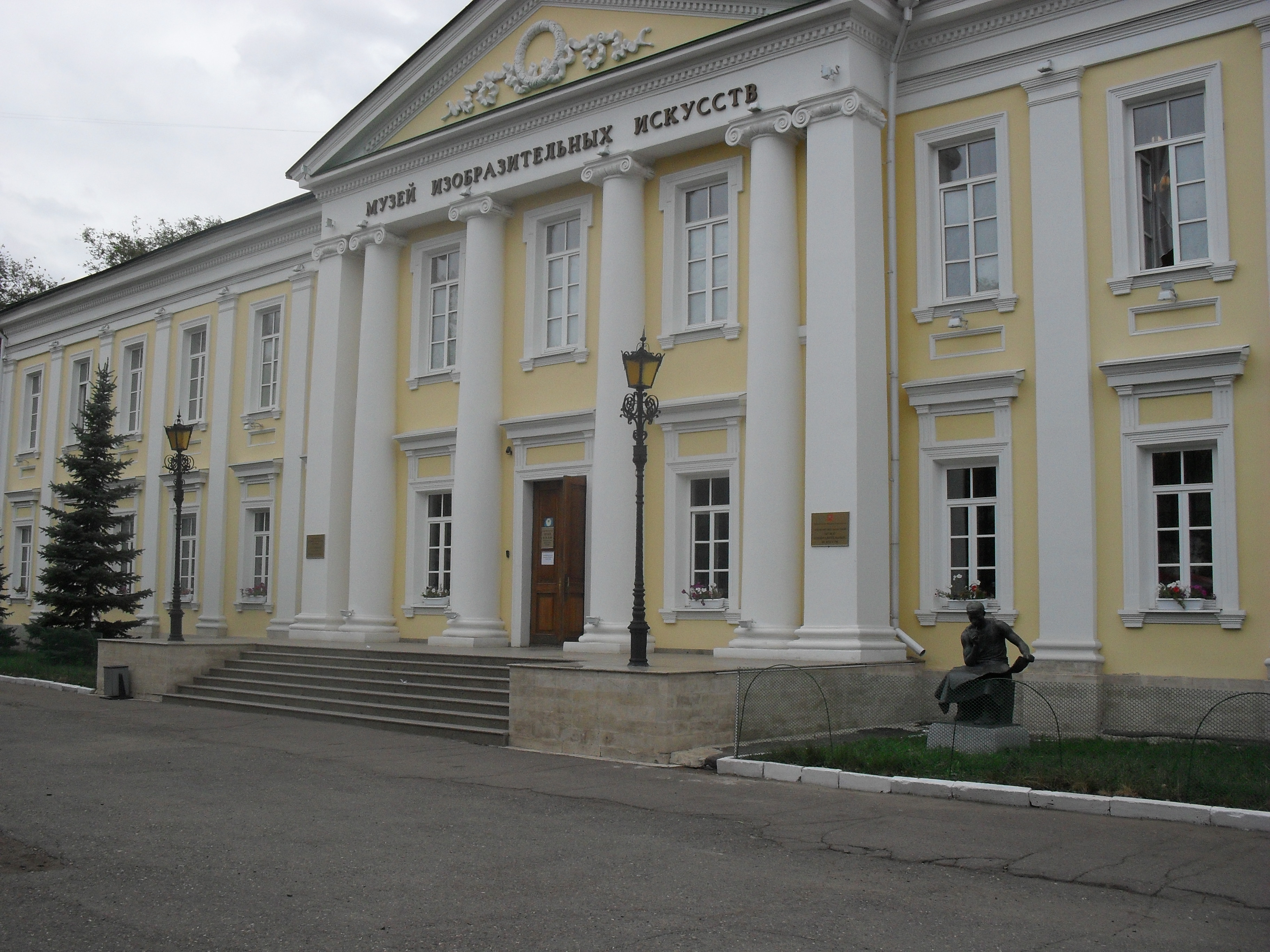
Musée des Beaux-Arts,Orenbourg

### États-Unis
- Springville Museum of Art (en), Springville (Utah), Nature morte à la citrouille et aux pommes de terre, huile sur toile 58 × 76 cm, 1974, ancienne collection John et Lise O'Brien, Salt Lake City[6].

### Russie
- Ministère des affaires étrangères, Moscou[4].
- Musée-réserve de Novgorod.
- Musée des Beaux-Arts d'Orenbourg, environ trente œuvres[7].
- Galerie nationale d'Art de Perm.
- Musée russe, Saint-Pétersbourg[4].
- Musée d'Art Radichtchev, Saratov.
- Musée des Arts, Tcherepovets.
- Musée réserve d'état Mikhaïl-Alexandrovitch-Cholokhov, stanitsa de Vechenskaïa (oblast de Rostov)[4].